# 乌丹莱巴韦
乌丹莱巴韦（法語：Houdain-lez-Bavay，法語發音：[udɛ̃ le bavɛ]，意为“巴韦附近的乌丹”）是法国上法蘭西大區北部省的一个市镇，属于埃尔普河畔阿韦讷区。

## 地理
乌丹莱巴韦（50°18'51"N, 3°47'5"E）面积12.18 平方千米，位于法国上法蘭西大區北部省，该省份为法国最北部的省份及最长的省份，西北濒北海，西接加来海峡省，南至埃纳省和索姆省，东与比利时接壤。
与乌丹莱巴韦接壤的市镇（或旧市镇、城区）包括：居西尼、巴韦、圣瓦斯特、泰尼耶尔叙翁、贝利尼、翁-埃尔日、奥内勒。
乌丹莱巴韦的时区为UTC+01:00、UTC+02:00（夏令时）。

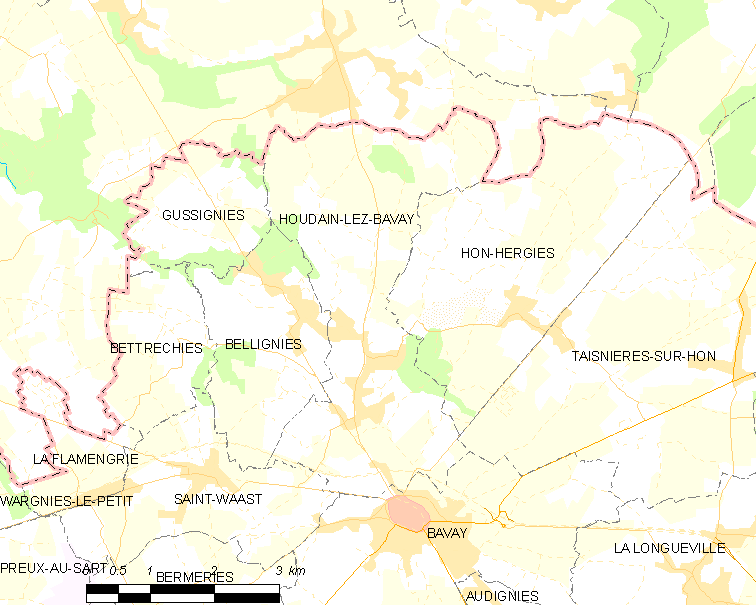
乌丹莱巴韦的OSM定位图

## 行政
乌丹莱巴韦的邮政编码为59570，INSEE市镇编码为59315。

## 政治
乌丹莱巴韦所属的省级选区为欧努瓦-艾姆里县。

## 人口

1962-2008年间乌丹莱巴韦人口变化图示

乌丹莱巴韦于2022年1月1日时的人口数量为902人。